# Leo Sivec
Leopold „Leo“ Sivec (* 3. August 1958 in Villach) ist ein ehemaliger österreichischer Eishockeyspieler und -trainer, der den größten Teil seiner aktiven Karriere beim EC VSV in der Österreichischen Eishockey-Liga verbrachte.

## Karriere
Leo Sivec hatte durch seine spielerische Leistung neben Giuseppe Mion und Walter Wiedmaier gewichtigen Anteil am Aufstieg des VSV von der Nationalliga in die Bundesliga 1977. Anschließend gehörte Sivec bis 1989 zum Fixkader des Vereines, wobei er mit den Villachern 1981 den ersten Österreichischen Meistertitel der Vereinsgeschichte feiern konnte. 1984 und 1989 wurde jeweils der Vizemeistertitel erkämpft. In dieser Zeit führte er mit Legionären wie Mike Hobin, Richard Grenier und Claude Lefebvre mehrmals die Liste der besten Torschützen des Vereines an. Mit 251 Treffern belegt er zudem den fünften Rang der ewigen VSV-Torschützenliste. Von 1989 bis 1992 spielte er für den Ligagegner EC Graz, mit dem er 1992 noch einmal Vizemeister werden konnte. Insgesamt kam er in der Bundesliga auf 15 Spielzeiten mit 487 Einsätzen, bei denen er 309 Tore erzielte.

### International
Leo Sivec wurde 1978 als erster Spieler in der Vereinsgeschichte des EC VSV ins Österreichische Nationalteam einberufen und kam im Laufe seiner Karriere auf 73 Einsätze. Bei den Weltmeisterschaften 1978 und 1981 konnte er mit der Mannschaft jeweils in die B-Gruppe aufsteigen sowie 1984 den zehnten Platz bei den Olympischen Winterspielen erreichen.

## Weiteres
Nach seiner aktiven Karriere war er unter anderem bis 2015 Trainer der U15 des VSV. Seine Söhne Christoph und Alexander spielten ebenfalls für den VSV, wobei Christoph Sivec mit den Villachern 2006 Österreichischer Meister werden konnte.